# My Fair Lady (film fra 1964)
My Fair Lady er en amerikansk film fra 1964, baseret på musicalen af samme navn fra 1956, som igen var baseret på George Bernard Shaws skuespil Pygmalion, som havde urpremiere på tysk i Wien i 1913. Skuespillet blev til film allerede i 1935, mens musicalen i 1964 blev til film med Audrey Hepburn i hovedrollen.
Shaws titel på stykket var lånt fra Pygmalion i græsk mytologi. Hans skuespil fandt vejen tilbage til tysk, efter at Berlinmuren kom op i august 1961; 25. oktober 1961 havde musicalen My Fair Lady premiere på Theater des Westens med Karin Hübner som den første tyske Eliza.

## Plot
Henry Higgins er en snobbet - men dygtig - sprogprofessor og inkarneret ungkarl, og Eliza Doolittle en forhutlet og beskidt - men ukuelig - blomstersælgerske, der taler cockney (dvs. sociolekten fra Londons East End) og har en fattig piges forståelse af verden. De to mødes tilfældigt på gaden, og Higgins indgår et væddemål med sin kollega oberst Pickering om, hvorvidt Higgins på seks måneder forvandle gadetøsen til en overklassedame, og præsentere hende i de højere sociale cirkler.
Eliza får et værelse i Higgins temmelig store hus, og må udholde megen undervisning mens Higgins herser med hende, og oberst Pickering dels sponsorerer projektet og dels møder Eliza med noget mere hjertevarme end Higgins. Elizas far Alfred sørger for at lave så lidt som muligt, og nasser hellere på sin datter. Higgins' mor, som har sine egne meninger om både projektet og sin søn, viser sig efterhånden venligtsindet overfor Eliza.

## Historien bag skuespillet
Shaws skuespil blev inspireret af historien om Eliza Armstrong fra Charles Street i bydelen Lisson Grove i London. Armstrong blev i 1885 "solgt" til redaktør W.T. Stead i Pall Mall Gazette for £ 5. Steads afsløring af denne menneskehandel vakte enorm opsigt i samtiden, og førte til en ændring i britisk lovværk, hvorefter den seksuelle lavalder blev sat op fra 13 til 16 år. Præstesønnen William Thomas Stead (1849-1912) huskes i dag som en foregangsmand indenfor journalistik. Det var som redaktør han i juli 1885 afslørede Londons børneprostitution, en skandale, der kostede ham selv et kortvarigt fængselsophold. Hans indsats regnes dog som vellykket, idet den fik presset regeringen til at hæve lavalderen.

## Om filmen
I teateropsætningen spillede Julie Andrews hovedrollen som Eliza, men filmselskabet ville have en filmstjerne og ikke en teaterskuespillerinde, og fastholdt dette på trods af ivrig lobbyvirksomhed fra særligt manuskriptforfatter Alan Lerner. Det blev vurderet, at Andrews ikke var kendt nok udenfor teatret til at kunne bære hovedrollen, som derfor gik til Audrey Hepburn. Andrews fik dog i stedet muligheden for hovedrollen i Mary Poppins, som hun både fik Oscar for bedste kvindelige hovedrolle og en Golden Globe for.
My Fair Lady vandt otte Oscars i 1965: Bedste film, bedste mandlige hovedrolle, bedste instruktør, bedste fotografering (farve), bedste scenografi (farve), bedste kostumer (farve), bedste lyd og bedste originale musik. Den vandt også tre Golden Globes.

## Rollebesætning
| Skuespiller        | Rolle                                 |
| ------------------ | ------------------------------------- |
| Audrey Hepburn     | Eliza Doolittle                       |
| Marni Nixon        | Elizas sangstemme                     |
| Rex Harrison       | Henry Higgins                         |
| Stanley Holloway   | Alfred P. Doolittle                   |
| Wilfrid Hyde-White | Oberst Hugh Pickering                 |
| Gladys Cooper      | Mrs. Higgins, husholderske            |
| Jeremy Brett       | Freddy Eynsford-Hill, bejler          |
| Bill Shirley       | Freddys sangstemme                    |
| Theodore Bikel     | Zoltan Karpathy, ungarsk sprogforsker |
| Mona Washbourne    | Mrs. Pearce                           |
| Isobel Elsom       | Mrs. Eynsford-Hill                    |
| John Holland       | Butleren                              |
| Henry Daniell      | Britisk ambassadør                    |
| Charles Fredericks | Konge (i Elizas fantasi)              |
| Queenie Leonard    | Cockney tilskuer                      |
| Moyna MacGill      | Lady Boxington                        |

## Sange fra filmen
- Why can't the English?
- Wouldn't it be Loverly
- The Flower Market
- I'm an Ordinary Man
- With a Little Bit of Luck
- Just You Wait
- The Rain in Spain
- I Could Have Danced All Night
- Ascot Gavotte
- On the Street Where you Live
- You Did It
- Show Me
- Get Me to the Church on Time
- A Hymn to Him
- Without You
- I've Grown Accustomed to Her Face